# Börja bara vissla
Börja bara vissla (engelska: Give a Little Whistle) är en sång ur Disneyfilmen Pinocchio från 1940. Sången är ursprungligen skriven på engelska av Leigh Harline (musik) och Ned Washington (text) och framfördes av Cliff Edwards och Dickie Jones. Den svenska texten är skriven av Anita Halldén (under pseudonymen S.S. Wilson) samt framförd av Bertil Engh. Den spelades också in av Sven-Olof Sandberg, utgiven på skiva i februari 1941.

### Fotnoter
1. ↑  ”Ser du stjärnan i det blå?”. Svensk mediedatabas. Februari 1941. http://smdb.kb.se/catalog/id/000103178. Läst 16 juli 2019.